# Temuasri
Temuasri is een bestuurslaag in het regentschap Banyuwangi van de provincie Oost-Java, Indonesië. Temuasri telt 8545 inwoners (volkstelling 2010).